# Craugastor chingopetaca
Craugastor chingopetaca es una especie de anuros en la familia Craugastoridae.

## Distribución geográfica y hábitat
Es endémica de Nicaragua.